# Kepulauan Umbele
Kepulauan Umbele är öar i Indonesien.   De ligger i provinsen Sulawesi Tenggara, i den centrala delen av landet, 1 800 km öster om huvudstaden Jakarta. Arean är 12,5 kvadratkilometer.
Terrängen på Kepulauan Umbele är platt. Öns högsta punkt är 187 meter över havet. Den sträcker sig 3,5 kilometer i nord-sydlig riktning, och 6,6 kilometer i öst-västlig riktning.